# Alba Iulia
Pronunciação
Alba Júlia (em latim: Apulum; em alemão: Karlsburg / Weißenburg; em húngaro: Gyulafehérvár; em turco: Erdel Belgradı) é uma cidade e município do judeţ (distrito) de Alba, na região histórica  da Transilvânia, Roménia. Com uma população de 63.536 habitantes (Censos de 2011), está localizada às margens do rio Mureş. A cidade é historicamente importante tanto para os romenos como para os húngaros.

## População
| 1912  | 1930  | 1948  | 1956  | 1966  | 1977  | 1992  | 2002  | 2011  |
| 11616 | 12282 | 14420 | 14776 | 22215 | 41474 | 71168 | 66406 | 63536 |

## História
A cidade moderna está localizada próximo ao local do importante centro político, económico e social dácio, chamado Ápulo, mencionado pelo antigo geógrafo grego Ptolomeu. Após a parte sul da Dácia tornar-se uma província do Império Romano, foi criada aqui a capital da Dácia Apulense. Ápulo foi um dos maiores centros de Dácia Romana e a sede da XIII Legião Gêmea.
No século IX, a cidade foi mencionada, com o nome de Belgrado/Belogrado ("Castelo Branco" em línguas eslavas), o húngaro Gestas mencionou um governante chamado Geula/Gyula/Jula que tinha descoberto a cidade e tornou a capital do seu Ducado durante o século X. Na sequência do estabelecimento do episcopado católico na Transilvânia após Estêvão I da Hungria que adoptou o catolicismo, a primeira catedral foi construída no século XI. A actual catedral (católica) foi construída entre os séculos XII a XIII. Em 1442, João Corvino, voivoda da Transilvânia, a cidadela foi utilizada para fazer a sua preparação para uma grande batalha contra os turcos Otomanos. A catedral foi ampliada durante o seu reinado e actuou como o seu local de sepultura após a sua morte.
Como Gyulafehérvár, Alba Júlia tornou-se a capital do Principado da Transilvânia, em 1541, um estatuto que era para manter até 1690. O Tratado de Veissemburgo foi assinado na cidade em 1551. Foi durante o reinado do príncipe Gabriel Bethlen que a cidade alcançou um ponto alto na sua história cultural, com a criação de uma academia. Outros importantes marcos no desenvolvimento da cidade incluem a criação da Biblioteca Batianeu no século XVIII, e com a chegada do transporte ferroviário no século XIX.
Em Novembro de 1599, Miguel, o Bravo, voivoda do Principado da Valáquia, entrou em Alba Júlia na sequência da sua vitória na Batalha de Şelimbăr e tornou-se governador da Transilvânia. Em 1600, Michael ganhou controle da Moldávia, assim como unir os três principados sob o poder do seu Estado até ao seu assassinato em 1601 por agentes de Jorge Basta. Michael conquista um significado histórico para os romenos, representando a primeira unificação dos três romeno-povoações do Principado da Valáquia, Moldávia e Transilvânia durante 3 anos.
Em 1918, dezenas de milhares de romenos (o número exato é disputado entre historiadores romenos e húngaros) e representantes dos saxões da Transilvânia e outras minorias da Transilvânia, reunidos em Alba Júlia a 1 de Dezembro, hoje comemorado como o Dia Nacional do comunismo pós-Romeno, ao ouvir a proclamação da união da Transilvânia com o Reino da Roménia. Em 1922, Ferdinando da Roménia foi simbolicamente coroado Rei da Roménia, em Alba Júlia, num acto que corresponderia à realização de Miguel, o Bravo.
György Jakubinyi foi nomeado arcebispo da arquidiocese de Alba Júlia pelo Papa João Paulo II em 8 de abril de 1994.
Em Setembro de 2007, uma reunião da AREV que teve lugar em Alba Júlia, a fim de comentar e recusar a Comissão da União Europeia no projeto sobre a reforma do OCM sobre o vinho. As medidas presentes no actual OCM, com o objectivo de controlar excedentes, não estão a ser alcançados os seus objetivos e ainda estão na origem de problemas estruturais no mercado vitivinícola europeu. A AREV deu as boas-vindas à intenção da Comissão da reforma da destilação das medidas no sul da Europa.

## Zona histórica

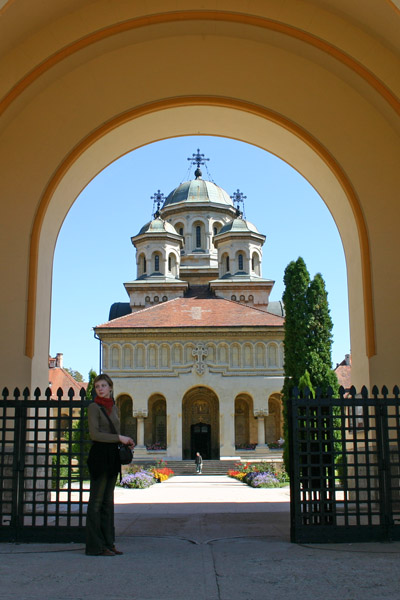
Catedral Romana Ortodoxa, século XX

A principal zona histórica de Alba Júlia é a superior à cidade, desenvolvida extensivamente por Carlos VI do Sacro Império Romano-Germânico. O Habsburgo rebatizou-a em homenagem à cidade Carlsburgo de Carlos. A parte superior da cidade fortaleza com sete bastiões, foi construído entre 1716-1735 por Giovanni Morando Visconti, utilizando o sistema de Vauban - a maior deste tipo na Europa do sudeste. No interior da fortaleza está a catedral gótica católica (o mais representativo para os edifícios medievais de estilo gótico na Transilvânia), e a Batthyaneum, uma biblioteca de manuscritos raros fundada em 1794. O túmulo de João Hunyadi está localizado na catedral, como é o da polaca Isabella Jagiełło, que foi Rainha da Hungria.

## Património
- Obelisco na terceira porta da Citadela (1937);
- Portas da Citadela;
- Estátua de Miguel, o Valente (1968);
- Catedral Ortodoxa da Reunificação (1921-1923);
- Estátuas de bronze espalhadas pela cidade;
- Museu Romano Principia;
- Catedral de São Miguel (século XIII);
- Museu da Unificação Nacional (século XIX);
- Hotel Medieval.

## Cidades geminadas
- Arnsberga,  Alemanha;
- Székesfehérvár,  Hungria;
- Égio,  Grécia;
- Alcalá de Henares,  Espanha;
- Sliven,  Bulgária;
- Duzce,  Turquia;
- San Benedetto del Tronto,  Itália.